# Eletica niansana
Eletica niansana es una especie de coleóptero de la familia Meloidae.

## Distribución geográfica
Habita en Victoria, Nyanza.